# سليمان سعيد الشكيلي
سليمان سعيد سيف الشكيلي (29 أكتوبر 1984) هو لاعب كرة قدم عماني يلعب لنادي مسقط في دوري الدرجة الأولى العماني.

## المسيرة الرياضية
تم اختيار سليمان للمنتخب العماني لكرة القدم لأول مرة في عام 2006، ومثل المنتخب الوطني في تصفيات كأس آسيا 2007، وكأس آسيا 2007، وتصفيات كأس آسيا 2011 كما لعب في بطولة العالم لكرة القدم تحت 17 سنة 2001 في ترينيداد وتوباغو.

## روابط خارجية
- سليمان سعيد الشكيلي على موقع الاتحاد الدولي (مؤرشف)  (الإنجليزية)
- سليمان سعيد الشكيلي على موقع ناشيونال فوتبول تيمز (الإنجليزية)
- سليمان سعيد الشكيلي على موقع Soccerway.com (الإنجليزية)
- سليمان سعيد الشكيلي على موقع كووورة